# Danh sách tiểu hành tinh: 18501–18600
| Tên                  | Tên đầu tiên | Ngày phát hiện       | Nơi phát hiện           | Người phát hiện                                  |
| -------------------- | ------------ | -------------------- | ----------------------- | ------------------------------------------------ |
| 18501 -              | 1996 OB      | 16 tháng 7 năm 1996  | Farra d'Isonzo          | Farra d'Isonzo                                   |
| 18502 -              | 1996 PK1     | 11 tháng 8 năm 1996  | Rand                    | G. R. Viscome                                    |
| 18503 -              | 1996 PY4     | 15 tháng 8 năm 1996  | Haleakala               | NEAT                                             |
| 18504 -              | 1996 PB5     | 15 tháng 8 năm 1996  | Haleakala               | NEAT                                             |
| 18505 Caravelli      | 1996 PG5     | 9 tháng 8 năm 1996   | Bologna                 | Osservatorio San Vittore                         |
| 18506                | 1996 PY6     | 15 tháng 8 năm 1996  | Macquarie               | R. H. McNaught, J. B. Child                      |
| 18507 -              | 1996 QM1     | 18 tháng 8 năm 1996  | Lake Clear              | K. A. Williams                                   |
| 18508 -              | 1996 RJ2     | 8 tháng 9 năm 1996   | Haleakala               | NEAT                                             |
| 18509 -              | 1996 RB4     | 14 tháng 9 năm 1996  | Colleverde              | V. S. Casulli                                    |
| 18510 Chasles        | 1996 SN      | 16 tháng 9 năm 1996  | Prescott                | P. G. Comba                                      |
| 18511                | 1996 SH4     | 19 tháng 9 năm 1996  | Xinglong                | Chương trình tiểu hành tinh Bắc Kinh Schmidt CCD |
| 18512 -              | 1996 SO7     | 17 tháng 9 năm 1996  | Kiyosato                | S. Otomo                                         |
| 18513 -              | 1996 TS5     | 7 tháng 10 năm 1996  | Trạm Catalina           | T. B. Spahr                                      |
| 18514                | 1996 TE11    | 14 tháng 10 năm 1996 | Siding Spring           | R. H. McNaught                                   |
| 18515                | 1996 TL14    | 9 tháng 10 năm 1996  | Kushiro                 | S. Ueda, H. Kaneda                               |
| 18516 -              | 1996 TL29    | 7 tháng 10 năm 1996  | Kitt Peak               | Spacewatch                                       |
| 18517 -              | 1996 VG2     | 6 tháng 11 năm 1996  | Oizumi                  | T. Kobayashi                                     |
| 18518                | 1996 VT3     | 2 tháng 11 năm 1996  | Xinglong                | Chương trình tiểu hành tinh Bắc Kinh Schmidt CCD |
| 18519                | 1996 VH4     | 8 tháng 11 năm 1996  | Xinglong                | Beijing Schmidt CCD Asteroid Program             |
| 18520 Wolfratshausen | 1996 VK4     | 6 tháng 11 năm 1996  | Chichibu                | N. Sato                                          |
| 18521 -              | 1996 VV5     | 14 tháng 11 năm 1996 | Oizumi                  | T. Kobayashi                                     |
| 18522 -              | 1996 VA6     | 15 tháng 11 năm 1996 | Oizumi                  | T. Kobayashi                                     |
| 18523                | 1996 VA7     | 2 tháng 11 năm 1996  | Xinglong                | Chương trình tiểu hành tinh Bắc Kinh Schmidt CCD |
| 18524 -              | 1996 VE8     | 6 tháng 11 năm 1996  | Kitami                  | K. Endate, K. Watanabe                           |
| 18525                | 1996 VO8     | 7 tháng 11 năm 1996  | Kushiro                 | S. Ueda, H. Kaneda                               |
| 18526                | 1996 VB30    | 7 tháng 11 năm 1996  | Kushiro                 | S. Ueda, H. Kaneda                               |
| 18527                | 1996 VJ30    | 7 tháng 11 năm 1996  | Kushiro                 | S. Ueda, H. Kaneda                               |
| 18528                | 1996 VX30    | 2 tháng 11 năm 1996  | Xinglong                | Chương trình tiểu hành tinh Bắc Kinh Schmidt CCD |
| 18529                | 1996 WK3     | 28 tháng 11 năm 1996 | Xinglong                | Beijing Schmidt CCD Asteroid Program             |
| 18530 -              | 1996 XS1     | 2 tháng 12 năm 1996  | Oizumi                  | T. Kobayashi                                     |
| 18531 Strakonice     | 1996 XM2     | 4 tháng 12 năm 1996  | Kleť                    | M. Tichý, Z. Moravec                             |
| 18532 -              | 1996 XW2     | 3 tháng 12 năm 1996  | Oizumi                  | T. Kobayashi                                     |
| 18533                | 1996 XJ6     | 3 tháng 12 năm 1996  | Nachi-Katsuura          | Y. Shimizu, T. Urata                             |
| 18534 -              | 1996 XE12    | 4 tháng 12 năm 1996  | Kitt Peak               | Spacewatch                                       |
| 18535 -              | 1996 XQ13    | 9 tháng 12 năm 1996  | Kleť                    | Kleť                                             |
| 18536                | 1996 XN15    | 10 tháng 12 năm 1996 | Xinglong                | Chương trình tiểu hành tinh Bắc Kinh Schmidt CCD |
| 18537 -              | 1996 XH18    | 7 tháng 12 năm 1996  | Kitt Peak               | Spacewatch                                       |
| 18538                | 1996 XY18    | 6 tháng 12 năm 1996  | Nachi-Katsuura          | Y. Shimizu, T. Urata                             |
| 18539 -              | 1996 XX30    | 14 tháng 12 năm 1996 | Oizumi                  | T. Kobayashi                                     |
| 18540 -              | 1996 XK31    | 14 tháng 12 năm 1996 | Oizumi                  | T. Kobayashi                                     |
| 18541 -              | 1996 YA1     | 20 tháng 12 năm 1996 | Oizumi                  | T. Kobayashi                                     |
| 18542 Broglio        | 1996 YP3     | 29 tháng 12 năm 1996 | Sormano                 | A. Testa, F. Manca                               |
| 18543 -              | 1997 AE      | 2 tháng 1 năm 1997   | Oizumi                  | T. Kobayashi                                     |
| 18544 -              | 1997 AA2     | 3 tháng 1 năm 1997   | Oizumi                  | T. Kobayashi                                     |
| 18545 -              | 1997 AO2     | 3 tháng 1 năm 1997   | Oizumi                  | T. Kobayashi                                     |
| 18546 -              | 1997 AP4     | 6 tháng 1 năm 1997   | Oizumi                  | T. Kobayashi                                     |
| 18547 -              | 1997 AU5     | 7 tháng 1 năm 1997   | Oizumi                  | T. Kobayashi                                     |
| 18548 Christoffel    | 1997 AN12    | 10 tháng 1 năm 1997  | Prescott                | P. G. Comba                                      |
| 18549 -              | 1997 AD13    | 11 tháng 1 năm 1997  | Oizumi                  | T. Kobayashi                                     |
| 18550 Maoyisheng     | 1997 AN14    | 9 tháng 1 năm 1997   | Xinglong                | Chương trình tiểu hành tinh Bắc Kinh Schmidt CCD |
| 18551 -              | 1997 AQ17    | 13 tháng 1 năm 1997  | Farra d'Isonzo          | Farra d'Isonzo                                   |
| 18552                | 1997 AM21    | 13 tháng 1 năm 1997  | Nachi-Katsuura          | Y. Shimizu, T. Urata                             |
| 18553 -              | 1997 AZ21    | 6 tháng 1 năm 1997   | Chichibu                | N. Sato                                          |
| 18554 -              | 1997 BO1     | 29 tháng 1 năm 1997  | Oizumi                  | T. Kobayashi                                     |
| 18555 Courant        | 1997 CN4     | 4 tháng 2 năm 1997   | Prescott                | P. G. Comba                                      |
| 18556 Battiato       | 1997 CC7     | 7 tháng 2 năm 1997   | Sormano                 | P. Sicoli, F. Manca                              |
| 18557 -              | 1997 CQ11    | 3 tháng 2 năm 1997   | Kitt Peak               | Spacewatch                                       |
| 18558 -              | 1997 CO19    | 6 tháng 2 năm 1997   | Oohira                  | T. Urata                                         |
| 18559 -              | 1997 EN2     | 4 tháng 3 năm 1997   | Oizumi                  | T. Kobayashi                                     |
| 18560 Coxeter        | 1997 EO7     | 7 tháng 3 năm 1997   | Prescott                | P. G. Comba                                      |
| 18561 -              | 1997 EY34    | 4 tháng 3 năm 1997   | Socorro                 | LINEAR                                           |
| 18562 -              | 1997 EK54    | 8 tháng 3 năm 1997   | La Silla                | E. W. Elst                                       |
| 18563 -              | 1997 FC3     | 31 tháng 3 năm 1997  | Socorro                 | LINEAR                                           |
| 18564 -              | 1997 GO6     | 2 tháng 4 năm 1997   | Socorro                 | LINEAR                                           |
| 18565 -              | 1997 GP35    | 6 tháng 4 năm 1997   | Socorro                 | LINEAR                                           |
| 18566 -              | 1997 RS3     | 1 tháng 9 năm 1997   | Caussols                | ODAS                                             |
| 18567 Segenthau      | 1997 SS4     | 27 tháng 9 năm 1997  | Starkenburg Observatory | Starkenburg                                      |
| 18568 Thuillot       | 1997 TL2     | 3 tháng 10 năm 1997  | Caussols                | ODAS                                             |
| 18569 -              | 1997 UC11    | 16 tháng 10 năm 1997 | Oohira                  | T. Urata                                         |
| 18570 -              | 1997 VB6     | 9 tháng 11 năm 1997  | Oizumi                  | T. Kobayashi                                     |
| 18571 -              | 1997 WQ21    | 30 tháng 11 năm 1997 | Oizumi                  | T. Kobayashi                                     |
| 18572 Rocher         | 1997 WQ22    | 28 tháng 11 năm 1997 | Caussols                | ODAS                                             |
| 18573 -              | 1997 WM23    | 28 tháng 11 năm 1997 | Caussols                | ODAS                                             |
| 18574 Jeansimon      | 1997 WO23    | 28 tháng 11 năm 1997 | Caussols                | ODAS                                             |
| 18575 -              | 1997 WS31    | 29 tháng 11 năm 1997 | Socorro                 | LINEAR                                           |
| 18576 -              | 1997 WA42    | 29 tháng 11 năm 1997 | Socorro                 | LINEAR                                           |
| 18577 -              | 1997 XH      | 3 tháng 12 năm 1997  | Caussols                | ODAS                                             |
| 18578 -              | 1997 XP      | 3 tháng 12 năm 1997  | Oizumi                  | T. Kobayashi                                     |
| 18579 Duongtuyenvu   | 1997 XY6     | 5 tháng 12 năm 1997  | Caussols                | ODAS                                             |
| 18580 -              | 1997 XN8     | 7 tháng 12 năm 1997  | Caussols                | ODAS                                             |
| 18581 Batllo         | 1997 XV8     | 7 tháng 12 năm 1997  | Caussols                | ODAS                                             |
| 18582                | 1997 XK9     | 4 tháng 12 năm 1997  | Xinglong                | Chương trình tiểu hành tinh Bắc Kinh Schmidt CCD |
| 18583 -              | 1997 XN10    | 7 tháng 12 năm 1997  | Cima Ekar               | A. Boattini, M. Tombelli                         |
| 18584 -              | 1997 YB2     | 21 tháng 12 năm 1997 | Oizumi                  | T. Kobayashi                                     |
| 18585 -              | 1997 YE2     | 21 tháng 12 năm 1997 | Oizumi                  | T. Kobayashi                                     |
| 18586 -              | 1997 YD3     | 24 tháng 12 năm 1997 | Oizumi                  | T. Kobayashi                                     |
| 18587 -              | 1997 YR5     | 25 tháng 12 năm 1997 | Oizumi                  | T. Kobayashi                                     |
| 18588 -              | 1997 YO9     | 25 tháng 12 năm 1997 | Haleakala               | NEAT                                             |
| 18589 -              | 1997 YL10    | 28 tháng 12 năm 1997 | Oizumi                  | T. Kobayashi                                     |
| 18590 -              | 1997 YO10    | 28 tháng 12 năm 1997 | Oizumi                  | T. Kobayashi                                     |
| 18591 -              | 1997 YT11    | 30 tháng 12 năm 1997 | Oizumi                  | T. Kobayashi                                     |
| 18592                | 1997 YO18    | 24 tháng 12 năm 1997 | Xinglong                | Chương trình tiểu hành tinh Bắc Kinh Schmidt CCD |
| 18593                | 1998 AG11    | 5 tháng 1 năm 1998   | Xinglong                | Beijing Schmidt CCD Asteroid Program             |
| 18594                | 1998 BJ      | 16 tháng 1 năm 1998  | Nachi-Katsuura          | Y. Shimizu, T. Urata                             |
| 18595 -              | 1998 BR1     | 19 tháng 1 năm 1998  | Oizumi                  | T. Kobayashi                                     |
| 18596 Superbus       | 1998 BA4     | 21 tháng 1 năm 1998  | Colleverde              | V. S. Casulli                                    |
| 18597 -              | 1998 BE8     | 25 tháng 1 năm 1998  | Oizumi                  | T. Kobayashi                                     |
| 18598 -              | 1998 BH8     | 25 tháng 1 năm 1998  | Oizumi                  | T. Kobayashi                                     |
| 18599 -              | 1998 BK8     | 25 tháng 1 năm 1998  | Oizumi                  | T. Kobayashi                                     |
| 18600 -              | 1998 BK10    | 24 tháng 1 năm 1998  | Woomera                 | F. B. Zoltowski                                  |